# ジョン・トムソン (作曲家)
ジョン・トムソン（John Thomson, 1805年10月28日 - 1841年5月18日）は、スコットランドの作曲家。

## 生涯
トムソンはロックスバラシャーのスプローストン（Sprouston）で、スプローストン教会の牧師の息子として生まれた。彼は1829年の夏にエディンバラでメンデルスゾーンに出会っている。メンデルスゾーンは彼が1826年に作曲した、時に獰猛なまでの荒々しいパッセージとシューベルト風の温かさが合わさった「ピアノ三重奏曲 ト短調」を称賛している。また、メンデルスゾーンは1828年作曲の生き生きとした「ロンド」も気に入っている。2人は友人となり、メンデルスゾーンの姉のファニーは「私が知る中で最高のイギリス人」と称え、彼を好んでいたとされる。トムソンのハ短調の三重奏曲も良作であると記録される。
トムソンはメンデルスゾーン一家からの紹介状を携えてドイツへ留学し、1838年にライプツィヒで「3つの歌曲 Drei Lieder」を出版した。ジョン・パーサーが主張するところによれば、これらの歌曲はシューマンが円熟の様式で歌曲に取り掛かる2年前の出版であるが、後に出るシューマンの作品以外にはそれまでに比肩し得るもののない出来栄えである。その第1曲の「Keiner von den Schönheit Töchtern」は、バイロンの詩である「There be none of beauty's daughters」を他の曲に合わせてトムソンがドイツ語に翻訳したものである。
トムソンは1838年にエディンバラ大学初のレイド・スクール音楽科教授となった。音楽学者としては「スコットランドの民謡 Vocal Melodies of Scotland」を編纂している。また、彼は演奏会の曲目をいかに演奏すべきかを批評的に分析したプログラムを配布した、最初の指揮者の1人である。彼の作品には、ピアノのための良質なバガテルや、6部の「Glee With Whispering Winds」、3つのオペラ、フルート協奏曲、フルート四重奏曲、演奏会用アリアなどがある。しかしながら、彼は1841年に死去し、短いキャリアに幕を引いた。
その後、トムソンの作品はあまり演奏されなくなったが、ジョン・パーサーの「スコットランドの音楽」シリーズで取り上げられ、スコットランドのケルソの人びとが企画した、2005年のトムソン生誕200周年祭が催されるなどして近年復活の兆しをみせている。3作目のオペラ「Hermann, or the broken spear」への序曲は録音されており、このリンクから試聴可能である。